# Усолье-Сибирское (станция)
Усолье-Сибирское — железнодорожная станция Иркутского региона Восточно-Сибирской железной дороги, находящаяся в городе Усолье-Сибирском Иркутской области России.

## История
После прокладки Транссибирской железнодорожной магистрали в 1900 году в Усолье был открыт железнодорожный разъезд, а железнодорожная станция Ангара (так до 1957 года называлась станция) со всеми постройками и коммуникациями появилась в 1903 годy. Историческое здание вокзала, в 1990—2000-е годы использовавшееся только для пригородного сообщения, в настоящее время стоит закрытым. Современное двухэтажное здание вокзала построено в 1990 году.

## Назначение
На станции производится:
- Приём и выдача повагонных и мелких отправок (подъездные пути)
- Продажа пассажирских билетов
- Прием, выдача багажа[3].

## Дальнее следование по станции[4]
По графику 2020 года через станцию проходят следующие поезда:

### Круглогодичное движение поездов
| № поезда | Маршрут движения           | № поезда | Маршрут движения           |
| -------- | -------------------------- | -------- | -------------------------- |
| 11       | Владивосток — Самара       | 12       | Самара — Владивосток       |
| 57       | Иркутск — Тайшет           | 58       | Тайшет — Иркутск           |
| 69       | Чита — Москва              | 70       | Москва — Чита              |
| 71       | Улан-Удэ — Северобайкальск | 72       | Северобайкальск — Улан-Удэ |
| 77       | Нерюнгри — Новосибирск     | 78       | Новосибирск — Нерюнгри     |
| 81       | Улан-Удэ — Москва          | 82       | Москва — Улан-Удэ          |
| 87       | Иркутск — Усть-Илимск      | 88       | Усть-Илимск — Иркутск      |
| 99       | Владивосток — Москва       | 100      | Москва — Владивосток       |
| 207      | Владивосток — Новокузнецк  | 208      | Новокузнецк — Владивосток  |

### Сезонное движение поездов
| № поезда | Маршрут движения | № поезда | Маршрут движения |
| -------- | ---------------- | -------- | ---------------- |
| 205      | Иркутск — Анапа  | 206      | Анапа — Иркутск  |
| 241      | Иркутск — Адлер  | 242      | Адлер — Иркутск  |
| 269      | Чита — Адлер     | 270      | Адлер — Чита     |